# 박대박
"박대박"은 1997년에 개봉한 대한민국의 영화이다.

## 캐스팅
- 이정재 : 박수석 역
- 주현 : 박기풍 역
- 이혜영 : 김미정 역
- 명계남 : 사무장 역
- 손세광 : 준 역
- 조상건 : 준 아버지 역
- 권용운 : 강간범 역
- 박광정 : 사이비 역
- 홍여진 : 홍 마담 역
- 정원중 : 쌍도끼 역
- 김학철 : 닥터 P 역
- 엄춘배 : 먹안경 역
- 정형기 : 양 변호사 역
- 신철진 : 청소부 역
- 권남희 : 사장부인 역
- 손창민 : 산부인과 의사 역
- 배장수 : 뚱형사 역
- 홍기선 : 노상 방뇨자 역
- 임희숙 : 즉결재판소 여판사 역
- 이양희 : 홍신소 직원 역
- 주진모
- 전만배